# Anyphaena cochise
Anyphaena cochise là một loài nhện trong họ Anyphaenidae.
Loài này thuộc chi Anyphaena. Anyphaena cochise được Norman I. Platnick miêu tả năm 1974.